# جيرما تيكلي
جيرما تيكلي لاعب كرة قدم إثيوبي في الستينيات.

## مسيرته الكروية
لعب الدولي الإثيوبي جيرما تيكلي في كأس الأمم الأفريقية 1962، حيث سجل هدفًا في نصف النهائي ضد تونس وهدفًا في النهائي ضد الجمهورية العربية المتحدة ، وفاز بالبطولة في نفس الوقت.
لعب في كأس الأمم الإفريقية 1963 في العام التالي ، واحتل المركز الرابع، وسجل مرة أخرى هدفًا في مرمى تونس.

## الجوائز
الفائز بكأس الأمم الإفريقية 1962

## روابط خارجية
- الملف الشخصي لجيرما تيكلي في leballonrond.fr